# Funiculaire SMC
Le funiculaire SMC a été construit en 1911 pour relier la ville de Sierre à la station de ski de Crans-Montana (canton du Valais, Suisse). Le 29 septembre 1908, la société du funiculaire a été constituée dans le but de mettre un funiculaire en place. La mise en exploitation a eu lieu le 28 décembre 1911, avec un écartement des voies de 1 000 mm.
La distance entre les deux villes est d'environ 4 kilomètres, qui était à l'époque une grande distance pour un funiculaire, surtout le problème était le câble de 4 kilomètres. Donc c'est pour cela que l'on a construit deux segments qui se rejoignaient à Saint-Maurice-de-Laques (1 074 m), là où le transfert entre les deux funiculaires pouvait se faire.
Le 24 juin 1966, l'ancienne gare terminus de Sierre a laissé place à une nouvelle gare liée à la construction d'un nouveau centre commercial et d'un parking couvert sur deux étages, pour environ 120 voitures.
Le 1er avril 1997, le funiculaire a été fermé pour pouvoir effectuer une rénovation complète de l'installation et fusionner les deux segments pour qu'ils n'en fassent plus qu'un, grâce à une section de croisement au milieu du parcours. Le 16 décembre suivant, il a été rouvert avec de nouvelles voitures et le temps de parcours a été diminué de 30 minutes à 12 sans avoir besoin de changer de funiculaire (avec une vitesse maximale de 8 m/s).
Depuis cette date, le funiculaire du SMC est le plus long d'Europe avec 4 191 mètres et une dénivellation de 927 mètres.
Lors de son assemblée générale de juin 2017, la compagnie annonce un investissement de 25 millions de francs pour la modernisation de la ligne avec changement du rail, des wagons. Les changements permettront une amélioration des cadences pour l'année 2021. Cependant, les modifications impliquent la suppression des six arrêts intermédiaires combattue depuis septembre 2018 par l'association "F'unis". Trois mois plus tard, l'association a récolté 8745 signatures dans le but de maintenir tous les arrêts intermédiaires de la ligne. Par la suite, ce sont quatre des six arrêts intermédiaires qui sont finalement menacés. L'association F'unis défend alors un concept alternatif comprenant deux véhicules directs de 120 places et un véhicule omnibus de 40 places qui respecterait les six arrêts intermédiaires existants.
À la suite de l'accord de l'Office fédéral des transports, les travaux de démolition et de reconstruction de la ligne de chemin de fer, longue de 4.2 km, se déroule du 7 mars au 11 décembre 2022. Dans l'investissement prévu de 23.9 millions de francs, il est également prévu un aménagement des gares de Sierre et de Montana-Crans.

## Données techniques
Funiculaire à va-et-vient avec 2 voitures et câble lest.
- Longueur exploitée : 4 191 mètres
- Dénivellation : 927 mètres
- Pente : de 133 ‰ à 426 ‰
  - Pente moyenne : 227,4 ‰
- Écartement des rails : 1,05 m
- Altitude station aval / station de renvoi et tension 539 m
- Altitude station amont / station motrice 1 466 m
- Câble tracteur / diamètre 39 mm
- Câble lest / diamètre 16 mm
- Capacité par voiture 120 + 1 Pers
- Poids d'une voiture / charge utile 16 400 kg / 9 600 kg
- Vitesse max. 8 m/s
- Capacité horaire 650 pers/h
- Moteur électrique à courant continu avec convertisseur à thyristors / Puissance du moteur 920 kW / 1 380 kW
- Constructeurs :
  - partie mécanique Garaventa SA, Goldau
  - partie électrique Frey SA, Stans
  - voitures Gangloff SA, Berne